# 维尔河畔圣卢埃
维尔河畔圣卢埃（法語：Saint-Louet-sur-Vire，法語發音：[sɛ̃ lwɛ syʁ viʁ]）是法国芒什省的一个市镇，属于圣洛区。

## 地理
维尔河畔圣卢埃（48°59'29"N, 0°59'32"W）面积7.33 平方千米，位于法国诺曼底大区芒什省，该省份为法国西北部沿海省份，西、北、东北三面环大西洋，东起顺时针与卡爾瓦多斯省、奧恩省、马耶讷省和伊勒-维莱讷省接壤。
与维尔河畔圣卢埃接壤的市镇（或旧市镇、城区）包括：伯夫里尼、栋让、托里尼莱维尔。

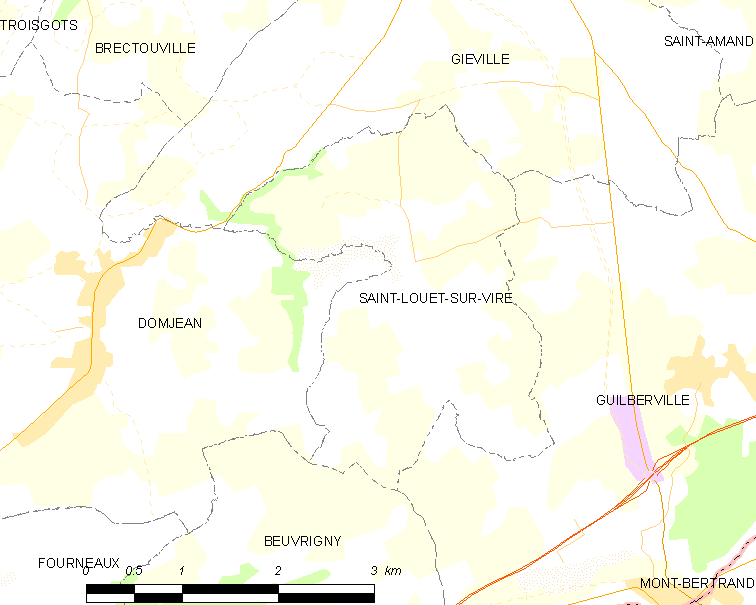
维尔河畔圣卢埃的OSM定位图

维尔河畔圣卢埃的时区为UTC+01:00、UTC+02:00（夏令时）。

## 行政
维尔河畔圣卢埃的邮政编码为50420，INSEE市镇编码为50504。

## 政治
维尔河畔圣卢埃所属的省级选区为维尔河畔孔代县。

## 人口

1962-2008年间维尔河畔圣卢埃人口变化图示

维尔河畔圣卢埃于2022年1月1日时的人口数量为209人。